# NGC 5742
NGC 5742 is een lensvormig sterrenstelsel in het sterrenbeeld Weegschaal. Het hemelobject werd in 1886 ontdekt door de Amerikaanse astronoom Francis Preserved Leavenworth.

## Synoniemen
- MCG -2-38-7
- IRAS 14428-1135
- PGC 52707